# ليه هوليداي
ليه هوليداي (بالإنجليزية: Les Holliday)‏ هو لاعب دوري الرغبي بريطاني، ولد في 8 أغسطس 1962 في وايتهفن ‏ في المملكة المتحدة.